# Alive!
Alive! е концертен албум на американската рок група Kiss. Издаден е на 10 септември 1975 г. от Casablanca Records.

## Обща информация
Въпреки репутацията си и успеха като концертна група, която набляга на театъра толкова, колкото и на музиката, тяхната популярност не спомага за увеличаване на албумните продажби. Феновете споделят на групата, че албумите им не показват как групата звучи на живо, поради това Kiss решава да пусне концертен албум. Утежняващ е фактът, че техният лейбъл, Casablanca Records на Нийл Богарт, има финансови затруднения, произтичащи от големи грешки. Лейбълът издава двоен албум на монолозите на Джони Карсън по-рано през годината. Той е пълен провал, но Casablanca прави милиони копия, в очакване да бъде силен на пазара.
Те смятат, обаче, че албумът на Kiss ще бъде добре продаван. „Alive!“ надминава очакванията, тъй като е сертифициран със злато, и става 10-и албум на Kiss и Casablanca. Години по-късно, Пол Стенли и Джийн Симънс разказват, че в седмиците след пускането на албума, се наблюдава значително увеличение на присъствието на концертите им. В документалния филм „Kiss: X-treme Close Up“ Стенли си спомня, че на едно специално шоу в Дейтън, щата Охайо, „мястото е натъпкано, имам предвид, че не бихте могли да вкарате друг човек с обувалка“.

## Състав
- Пол Стенли – вокали, ритъм китара
- Ейс Фрели – соло китара, вокали
- Джийн Симънс – бас, вокали
- Питър Крис – барабани, вокали

## Песни
Страна 1
| №  | Име              | Време |
| -- | ---------------- | ----- |
| 1. | Deuce            | 3:56  |
| 2. | Strutter         | 3:22  |
| 3. | Got to Choose    | 3:40  |
| 4. | Hotter Than Hell | 3:30  |
| 5. | Firehouse        | 3:50  |

Страна 2
| №  | Име               | Време |
| -- | ----------------- | ----- |
| 6. | Nothin' to Lose   | 3:33  |
| 7. | C'mon and Love Me | 3:05  |
| 8. | Parasite          | 3:34  |
| 9. | She               | 6:56  |

Страна 3
| №   | Име           | Време |
| --- | ------------- | ----- |
| 10. | Watchin' You  | 3:49  |
| 11. | 100,000 Years | 12:12 |
| 12. | Black Diamond | 6:16  |

Страна 4
| №   | Име                      | Време |
| --- | ------------------------ | ----- |
| 13. | Rock Bottom              | 3:21  |
| 14. | Cold Gin                 | 7:16  |
| 15. | Rock and Roll All Nite   | 3:59  |
| 16. | Let Me Go, Rock 'n' Roll | 5:45  |

## Позиции в класациите
| Класация (1975) | Най-добра позиция | Седмици в класацията |
| --------------- | ----------------- | -------------------- |
| Австралия       | 18                |                      |
| Канада          | 3                 |                      |
| Япония          | 56                | 19                   |
| Норвегия        | 31                |                      |
| Швеция          | 22                |                      |
| Великобритания  | 49                | 2                    |
| Billboard 200   | 9                 | 110                  |

| Класация (1975 – 76) | Най-добра позиция |
| -------------------- | ----------------- |
| Австралия            | 18                |
| Канада               | 12                |
| Billboard Hot 100    | 12                |